# Polski Instytut Historyczny w Rzymie
Polski Instytut Historyczny w Rzymie – instytucja naukowa istniejąca w Rzymie w latach 1945–2003. 

## Historia i działalność
Polski Instytut Historyczny w Rzymie powołany został 10 listopada 1945 roku (zatwierdzony przez władze włoskie w marcu 1946) z inicjatywy ks. Waleriana Meysztowicza. Wśród założycieli byli też: Karolina Lanckorońska, Henryk Paszkiewicz, Oskar Halecki. Oddział PIH istniał również przez wiele lat w Anglii. Celem instytutu było podkreślanie polskiego wkładu do cywilizacji zachodniej. Do 1977 roku siedziba PIH znajdowała się przy Via degli Scipioni 284 w Rzymie a następnie przy Via Virginio Orsini 19/9. 
Instytut wydawał dwie serie źródłowe: 
- Elementa ad Fontium Editiones (1960–1992 – 76 tomów)
- Acta Nuntiaturae Polonae, redaktor Henryk Damian Wojtyska (w latach 1985–1994 był wiceprzewodniczącym Polskiego Instytutu Historycznego).

W latach 1954–1985 Polski Instytut Historyczny w Rzymie wydawał czasopismo „Antemurale”. 
Po śmierci Karoliny Lanckorońskiej Instytut w 2003 został zlikwidowany, a jego zbiory biblioteczne i archiwalne przekazane do PAU w Krakowie. 